# Buck Buchanan
Junious Buchanan, mais conhecido como Buck Buchanan (Gainesville, 10 de setembro de 1940 — Kansas City, 16 de julho de 1992), foi um jogador profissional de futebol americano estadunidense.

## Carreira
Buck Buchanan foi campeão da Super Bowl IV jogando pelo Kansas City Chiefs.